# الحياة البرية في قطر

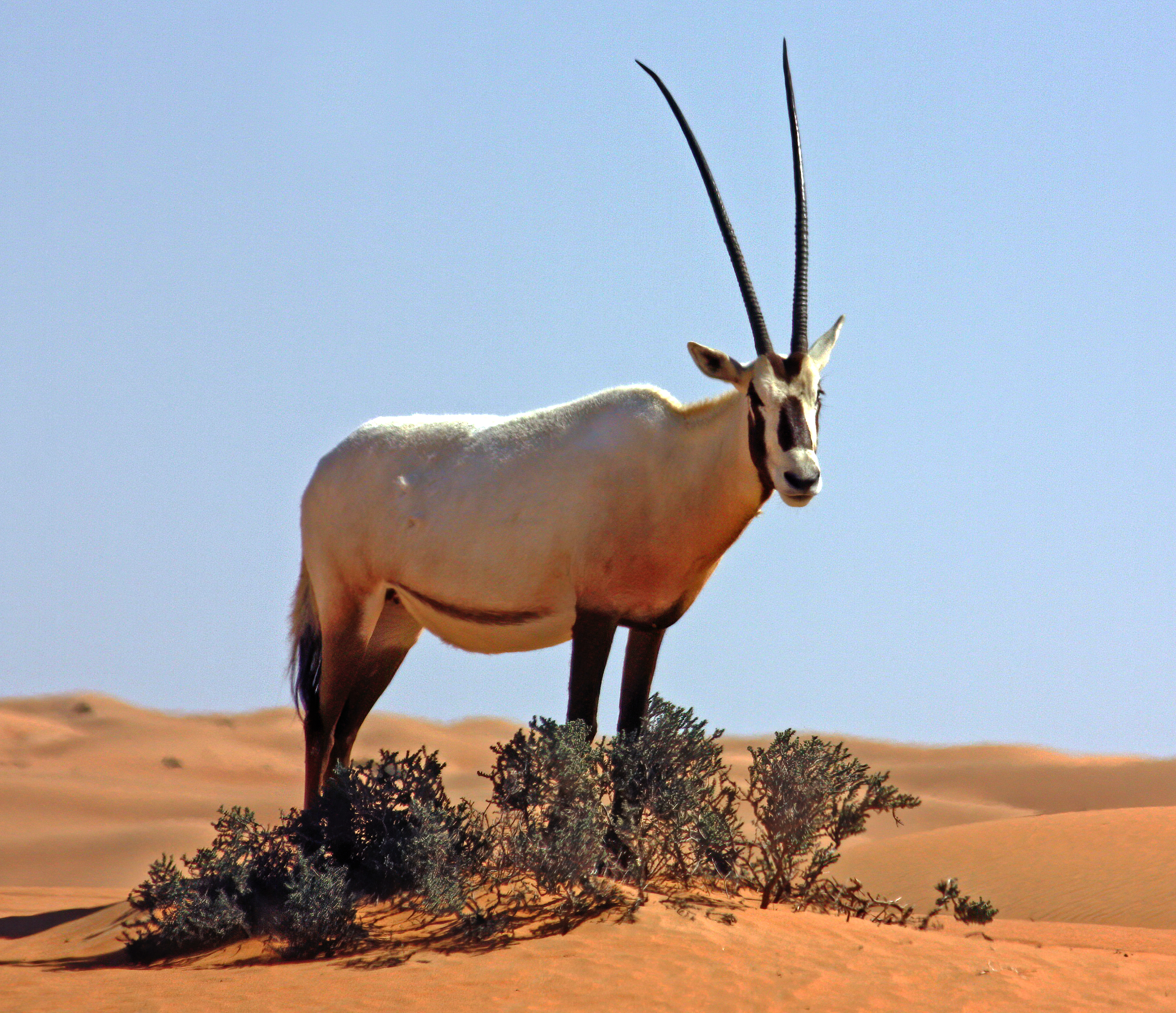
المها العربي، الرمز الوطني لدولة قطر

الحياة البرية في قطر تتكون من نباتات وحيوانات شبه الجزيرة القطرية داخل موطنها الطبيعي، كما تشتمل الحياة البرية في البلاد على العديد من الثدييات الليلية الصغيرة وعدد من الزواحف التي تتكون أساسًا من أنواع السحالي ومفصليات الأرجل. بالإضافة إلى ذلك تشمل الحيوانات المائية في المقام الأول الأسماك والروبيان والمحار اللؤلؤي. تشكل الصحراء والخط الساحلي موقعًا مهمًا للراحة لعدد من أنواع الطيور المهاجرة خلال فصلي الخريف والربيع. أدت التطورات الحضرية والزراعية إلى زيادة أنواع الطيور.

## الحيوانات

### الثدييات

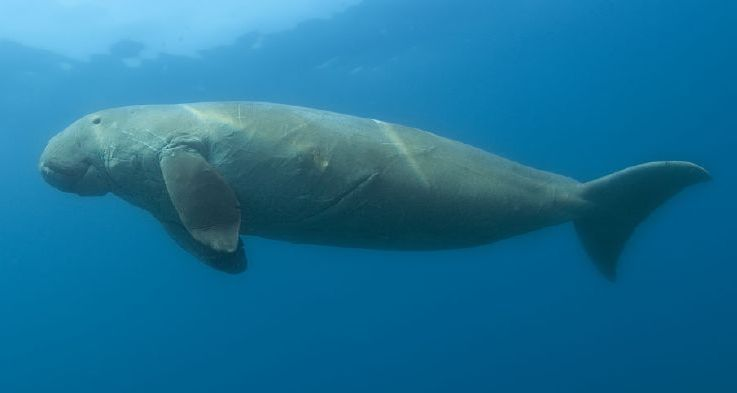
الأطوم

يوجد 21 نوعًا من الثدييات في قطر. تعتبر الثدييات الأرضية الأكبر مثل المها العربي والغزال العربي حيوانات محمية ويتم الحفاظ عليها في محميات طبيعية. الغزال العربي هو النوع الوحيد المتوطن في قطر ويشار إليه محليًا باسم «الريم».
أكبر حيوان ثديي في قطر هو الأطوم أو بقر البحر. تظهر أعداد كبيرة من هذا الحيوان شمال شواطئ شبه الجزيرة القطرية. تستوعب المياه القطرية أحد أكبر تجمعات أبقار البحر في العالم. هناك نوعان من الثعالب في البلاد. تتواجد القطط الرملية أيضًا في الصحراء، وفي بعض الأحيان تستولي على أوكار الثعالب المهجورة. ظهر غرير العسل (المعروف أيضًا باسم الراتيل) بشكل أساسي في جنوب غرب شبه الجزيرة القطرية. حيوان اخر هو ابن آوى الذهبي، الذي كان يعتقد سابقًا أنه انقرض في الخمسينيات من القرن الماضي، لكن أعيد اكتشافه في عام 2008 في رأس أبروق. تم العثور على نوعين من الخفافيش في البلاد: خفافيش ترايدنت والخفافيش طويلة الأذن. النوع الأول هو أكثر شيوعًا. قطر لديها أعلى كثافة للإبل في الشرق الأوسط.

### الطيور

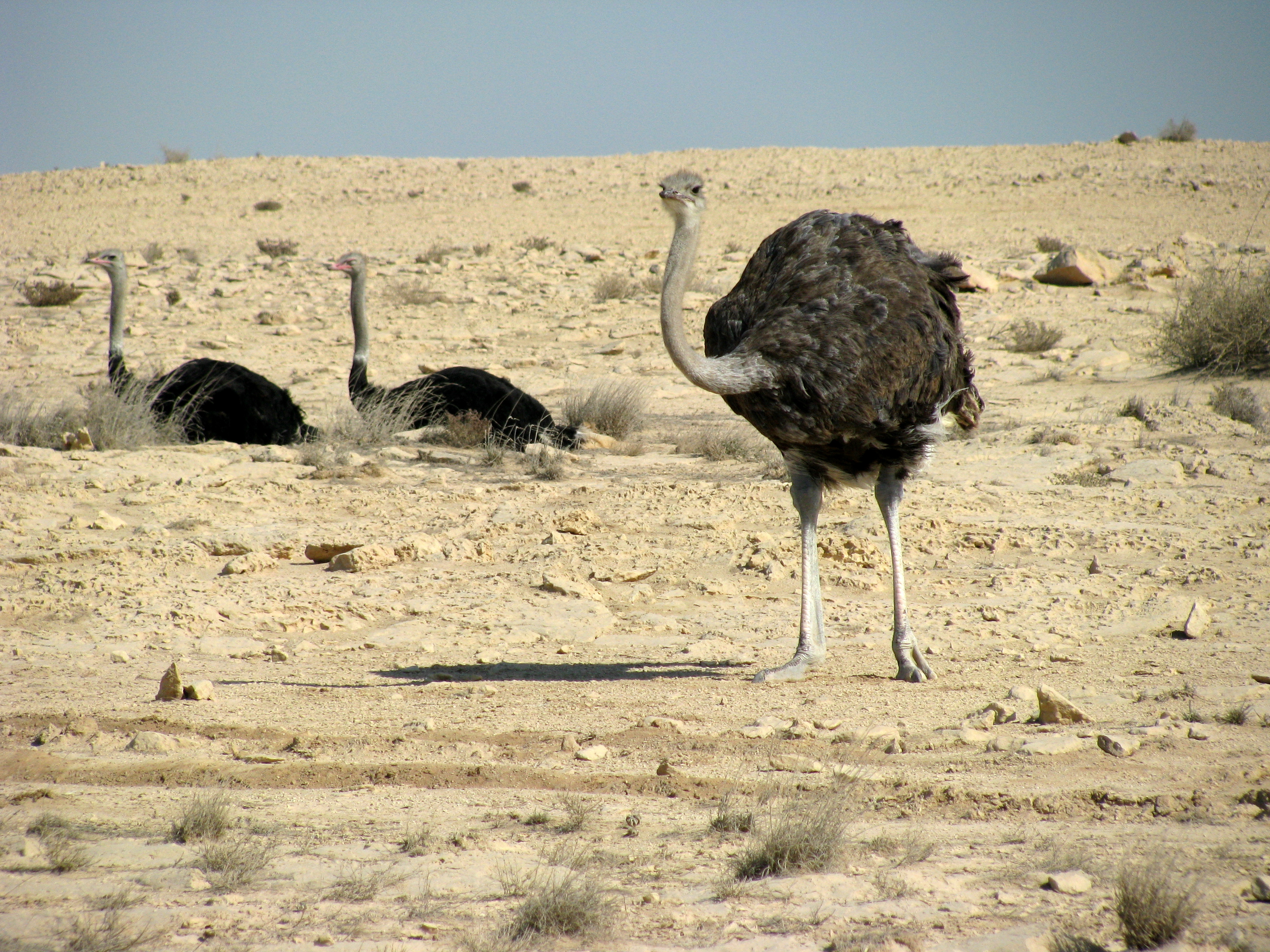
نعام في رأس أبروق

هناك 215 نوعًا من الطيور معروفًا في قطر. تشكل الصحراء والخط الساحلي موقعًا مهمًا للراحة لعدد من أنواع الطيور المهاجرة خلال فصلي الخريف والربيع. تشمل الطيور الساحلية النوارس وخطاف البحر والحجارة الدوارة والصنفرة والزقزاق الكنتشي ومالك الحزين وطيور الغاق السقطري. أنواع أخرى عادة ما يتم ملاحظتها على مدار السنة. مثل فصيلة قبرة، بما في ذلك الهدهد والقبرات متوج وعصفور متوج الذي يلاحظ عادة في الصحراء خلال فصل الصيف. تظهر أنواع أخرى أكثر شيوعا خلال فصل الخريف والربيع مثل السنونو وسمامية ومارتينز منزل والطيور المغردة والحميراء والدقنوش والأبلق وأبو فصادة وعقيب والصقور (بما في ذلك عوسق). أربعة أنواع أساسية من الطيور التي يمكن ملاحظتها في الصحراء خلال فصل الشتاء هي أنواع مختلفة من الخواضات والنوارس والغرة والغطاس. كما تنتشر الطيور النادرة مثل نكات ورئيس البحر وأحمر المنقار في الدولة.
انقرضت النعامة العربية في عام 1945. لكن تم إدخال النعامة الشمال أفريقية في أواخر القرن العشرين وتتركز الآن في رأس أبروق.

### الزواحف

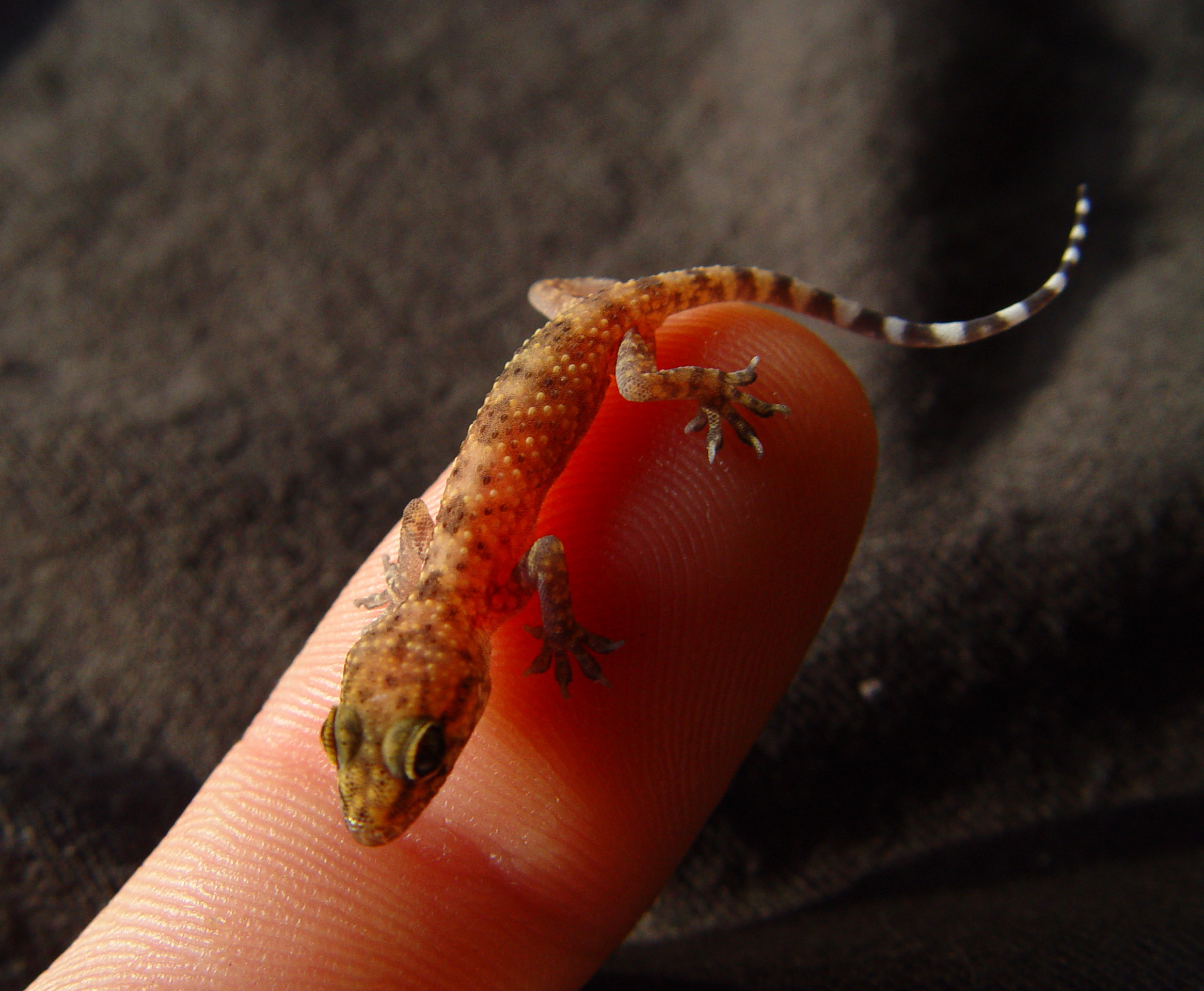
وزغة المنازل

تعد السحالي أكثر الزواحف انتشارًا في قطر. هناك أكثر من 21 نوعًا من السحالي، وأكثرها شيوعًا هي وزغية (تضم 9 أنواع). تشمل العائلات الأخرى الشائعة: سحالي حقيقية (تضم 4 أنواع) وحرذونيات (تضم 3 أنواع) وسقنقورية (نوعان)، ورليات وذات الأصابع الكروية وسحالي الصحراء الحلقية مع نوع واحد لكل منهما. تم تسجيل أفعى الصحراء المقرنة وهي نوع من الأفاعى السامة في البلاد ولكن نادرًا ما يتم رؤيتها.

### سمك
يوجد ما لا يقل عن 500 نوع من الأسماك في قطر. الساحل الشمالي الشرقي لديه أعلى كثافة للأسماك. الأسماك التي يتم صيدها في المنطقة المذكورة أعلاه تشمل فصيلة الشيم وبوماداسيديا وسحالي الصحراء الحلقية ونهاشية.

### اللافقاريات

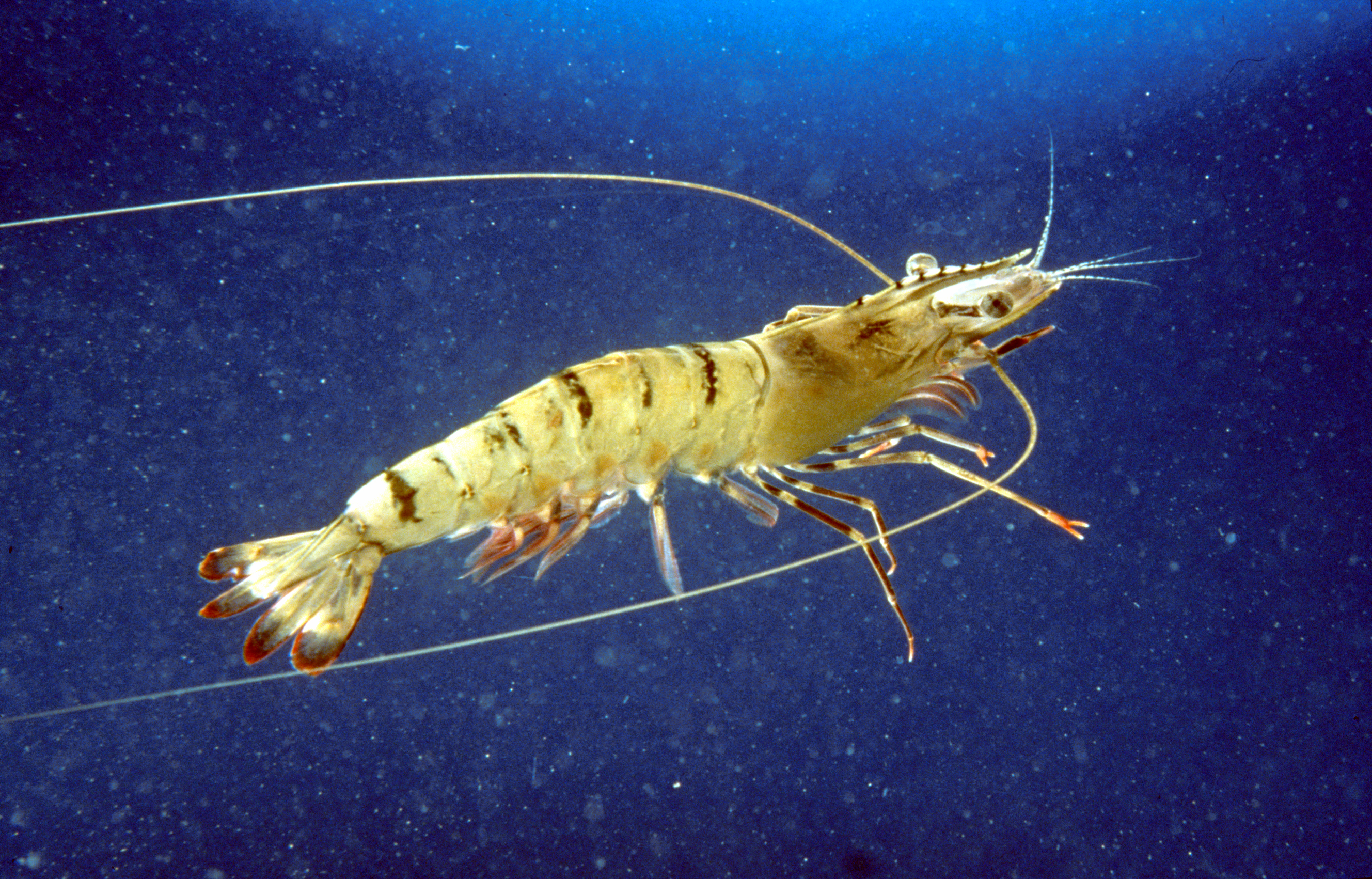
ذلاف مخلب النمر الكبير

ذلاف هو أكثر أنواع الجمبري انتشارًا في شبه الجزيرة القطرية. تم توثيق قشريات أخرى، مثل ميتابينايوس ايليجانس وميتابينايوس ستيبينجي وميتابينايوس ستريدولاندس والكركنديات الخفية.
يوجد أكثر من مائتي مكان لتجمع المحار في المياه القطرية. وأهم أنواع المحار هو بكندا مارغريتيفيرا. تم تسجيل خمسة أنواع من حلزونات القواقع الأرضية، كل منها ينتمي إلى أجناس مختلفة، في البلاد. زوتيكوس انسولاريس هو الأكثر انتشارًا. لا أحد من هذه الأنواع هو من الأنواع الأصلية. تميل المسطحات الطينية وغيرها من الموائل الواقعة بين المد والجزر إلى احتواء أعلى توزيع للبطنيات ومتعددة الأشواك وذوات الصدفتين، وعشريات الأرجل.
يوجد ما لا يقل عن 170 نوعًا من الحشرات تنتمي إلى 15 رتبة مختلفة في قطر. وتشمل هدبيات الذيل وذباب مايو ويعسوبيات ومستقيمات الأجنحة وأبو مقص ورشيقات الأجنحة وأرضة وشبكيات الأجنحة والعزالى ونصفيات الجناح وعصبيات الأجنحة وقشريات الجناح وذوات الجناحين ومغمدات الأجنحة وغشائية الأجنحة.

## النباتات

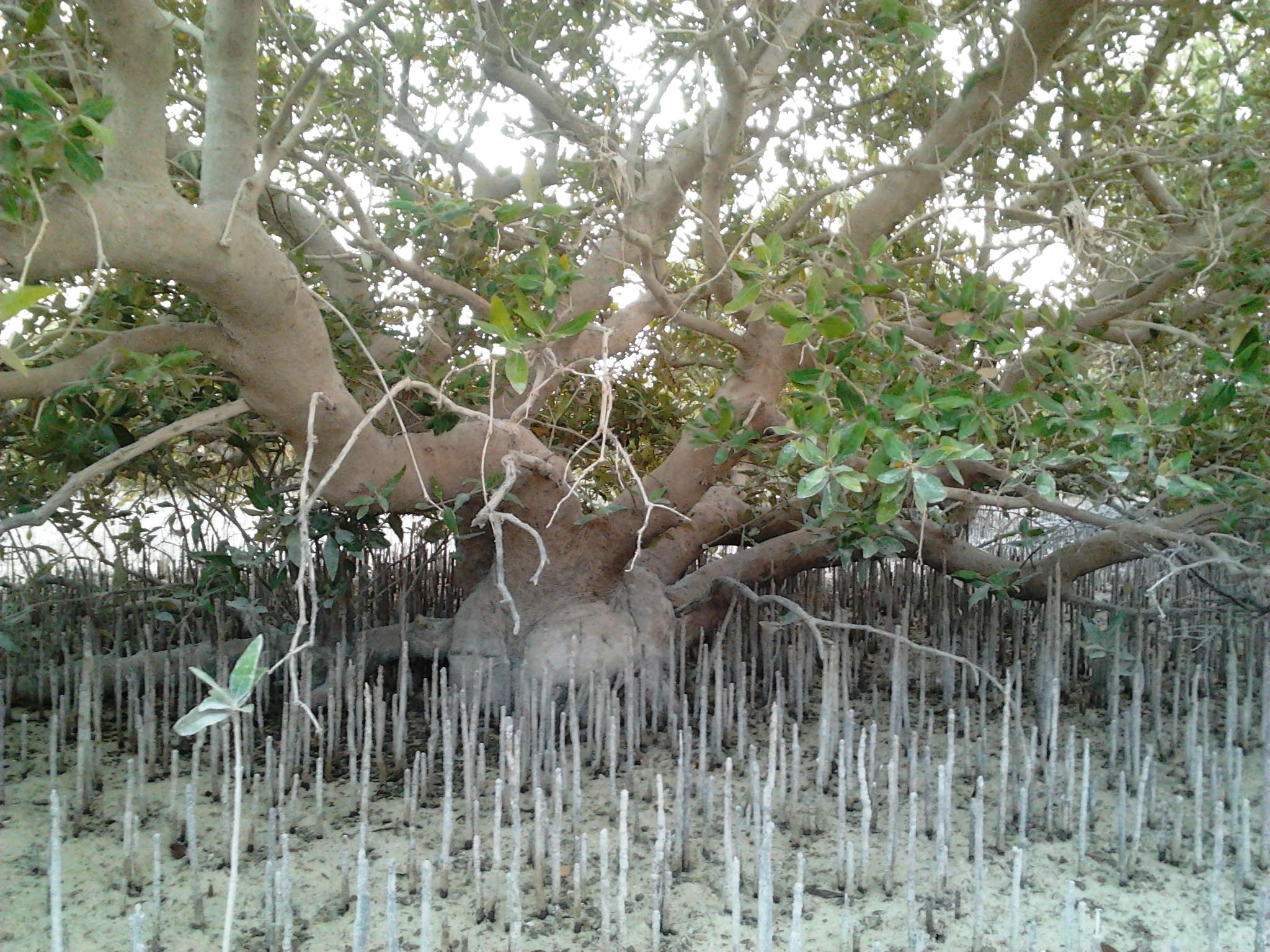
شجرة المنكروف في غابة الذخيرة على الساحل الشرقي لدولة قطر

يوجد أكثر من 300 نوع من النباتات البرية في شبه جزيرة قطر. الغطاء النباتي متناثر للغاية على شكل حمادة بسبب التربة الشديدة الجفاف. تنمو الأنواع المحلية من الشجر في هذا الموطن، مثل السنط الملتوي (المعروف محليًا باسم السمر)،  قدرته على التكيف مع البيئة الصحراوية تجعله واحدة من أكثر أشكال الغطاء النباتي شيوعًا في البلاد. أنواع أخرى مثل الهرم القطري والعوسج هي أيضًا متكيفة للنمو في البيئة القطرية.
تشكل في المنخفضات الضحلة التي يشار إليها باسم رودات مجموعة متنوعة من النباتات نظرًا لأن جريان مياه الأمطار يتراكم بسهولة أكبر.تنمو شجرة السدر في التربة الأعمق في هذا النوع من الموائل، بينما يتواجد عشب إذخر متغير في التربة الضحلة. بينما ينمو في جنوب شبه الجزيرة القطرية الثمام المنتفخ والسنط الملتوي في التربة التي تهب عليها الرياح.

## روابط خارجية
- Qatar e-Nature (موسوعة الحياة البرية)